# Puntsaguiin Yasrai
Puntsaguiin Yasrai (en mongol: Пунцагийн Жасрай Puntsagiin Jasrai; n. el 26 de noviembre de 1933, f. el 25 de octubre de 2007) fue un político mongol; ocupó el cargo del primer ministro de Mongolia desde el 21 de julio de 1992 hasta el 19 de julio de 1996.

## Nombre
Su nombre oficial en el alfabeto cirílico mongol era Пунцагийн Жасрай, transcrito como Puntsagiin Jasrai, aproximada pronunciación en español: Puntsaguiin Yasrai. Jasrai/Yasrai era su nombre personal y Puntsag (Puntsagiyn en su forma declinada) era su nombre patronímico, no su apellido, ya que estos no existen como tales en Mongolia.

## Educación y carrera
Yasrai nació en 1933 en el Bugat, Govi-Altay. En 1950 se graduó del instituto en Tonkhil, Govi-Altay. Luego trabajó seis años como inspector de educación, de 1950 a 1956. Durante este tiempo se unió al Partido del Pueblo de Mongolia (PPM) en 1951. En 1961 se graduó de la Escuela Superior de Ciencias Económicas de Moscú con un grado en economía agrícola. De 1970 a 1975 era presidente del Comité Estatal de los Precios. En 1973 fue elegido diputado al Gran Jural del Estado por primera de las cuatro veces, de 1973 a 1986. De 1976 a 1978, fue jefe  de planificación y del departamento de finanzas del Comité Central del PPM. En 1978 llegó al cargo del primer presidente de la Comisión de Planificación Estatal.
Con el derrumbamiento del gobierno comunista en 1990 Yasrai dimitió y empezó a ocupar el cargo del presidente de la Asociación de las Cooperativas de Servicios y Producción de Mongolia. Ocupando este cargo hizo varias visitas a países extranjeros, donde estableció contactos importantes para el desarrollo de la economía de Mongolia.

## Primer ministro
Yasrai fue elegido al Gran Jural de Estado el 28 de junio de 1992 representando la circunscripción n.º 26 de Ulán Bator. En la primera sesión del Jural, el 20 de julio de 1992 fue nombrado primer ministro. Antes de su elección Yasrai dijo a los miembros del Gran Jural que no "era un político, más bien un simple economista" y prometió que, si resultaría ser elegido, trabajara para la democracia y el desarrollo económico en Mongolia.
En junio de 1993 Yasrai visitó los Estados Unidos y se reunió con representantes del gobierno y participó en un simposio económico. También se reunió con el Banco Mundial y representantes del Fondo Monetario Internacional y habló en el Club Nacional de la Prensa.
En verano de 1993 varios partidos de oposición criticaron fuertemente a Yasrai y a su gobierno por no hacer lo bastante para mejorar la situación de la economía y pidieron su dimisión. Estos partidos de oposición se unieron para crear la coalición de la Unión Democrática Mongola. En las elecciones parlamentarias en julio de 1996, la Unión Democrática resultó victoriosa y Mendsaikhany Enkhsaikhan fue nombrado primer ministro (primer primer ministro de Mongolia que no pertenecía al PPM desde la independencia del país en 1921).

## Muerte
Yasrai murió el 25 de octubre de 2007 en Ulán Bator a los 73 años de edad.